# Joik
Joik o yoik és el mot genèric per a referir-se a la música vocal sami, amb lletres o sense. Cantada a cappella o acompanyada per un tambor, la tonalitat és pentatònica, però els cantants poden emprar l'altura que els abellisca. N'hi ha constància des del segle xvii.
Hi ha diversos estils de joik, des dels més íntims fins als èpics. També n'hi ha de creats per a un animal, un paisatge o una persona (d'habitud al moment de nàixer). El cantant tracta de transferir l‘"essència" d'aqueix lloc o aqueix ésser al joik. O siga, hom fa un joik "del" seu amic, no "sobre" el seu amic. Una forma especial de joik són els leu'dds tradicionals dels samis skolt, que són més melòdics, tenen influències musicals d'altres cultures, i sovint expliquen esdeveniments o històries relacionades amb la vida de persones dins de la comunitat sami.
Un dels concursos de joik més importants és el Sámi Grand Prix que se celebra a Kautokeino cada dissabte sant, on es canten joiks tradicionals sense l'acompanyament d'instruments musicals.

## Cantants dejoik
Molts músics samis han fet carrera com a cantants barrejant elements de joik amb música moderna:
- Adjágas, grup noruec.
- Mari Boine, activista de la cultura sami. En la seua música hi mescla jazz i rock.
- Fred Buljo, raper de Kautokeino que canta joik dins el grup noruec KEiiNO.
- Jon Henrik Fjällgren, cantant de pop i de joiks en sami meridional
- Sofia Jannok, cantant principalment en sami i amb joiks.
- Jonne Järvelä, cantant de Korpiklaani.
- Marja Mortensson, cantant de joik en sami meridional
- Ulla Pirttijärvi
- Wimme Saari, que barreja els joiks tradicionals amb música electrònica.
- Ánde Somby, professor de dret sami a la Universitat de Tromsø (especialitzat en Drets dels indígenes).
- Nils-Aslak Valkeapää, artista multidisciplinari.
- Simon Issát Marainen, cantant i escriptor en sami septentrional